# الجبل الأحمر (مصر)
الجبل الأحمر منطقة يقع اليوم ضمن حدود القاهرة الحديثة، في مساحة مدينة نصر. كان محجر في أوقات أخناتون، وأمنحتب الثالث، وتوت عنخ آمون، ورمسيس الثالث. دار حوي المحجر ويعرف أيضاً "رئيس أعمال الملك" وأيضاً من قبل حوري.
صنع تمثالا ممنون المشهوران من مكعبات الحجر الرملي الكوارتزيتي من المحتمل استخرج من الجبل الأحمر.
المعادن الاعتيادية المعروفة في الموقع هي:سليستيت، والكوارتزيت، والحجر الرملي الأحمر.